# Juan Ramón Sánchez
Juan Ramón Sánchez Guinot (Trillo, Guadalajara, 1957 - Madrid, 10 de abril de 2008) fue un actor, cantante, escultor y pintor español, conocido por su papel de "Chema el panadero" en la versión española de Barrio Sésamo de los años 1980.

## Música
En los años 70 Juan Ramón era uno de los cantantes del grupo Red de San Luis, con el que participó en el Festival de la Canción de Intervisión, celebrado en Sopot (Polonia).
Samba Lady es un tema compuesto y grabado por Juan Pardo en 1976. En 1979, el grupo Red de San Luis, producido por el propio Juan Pardo, grabó la canción con nuevos arreglos. Fue interpretada junto con "Toros en México" en el XIX Festival Intervisión de Sopot, del 22 al 24 de agosto de 1979, quedando en segunda posición. La canción "Bailad", de este mismo grupo, alcanzó el número 1 de los 40 Principales en España en marzo de 1980.

## Televisión
Juan Ramón Sánchez Guinot entró en el reparto de Barrio Sésamo en 1983. Por aquel entonces conoció a su mujer, Chelo Vivares, con la que tuvo un hijo. En la década de los 80, fue Chelo Vivares quien le animó a presentarse a la selección de reparto de la serie infantil Barrio Sésamo, en la que ella iba a participar encarnando a Espinete. Al final logró el papel y se convirtió en uno de los rostros más populares de la televisión del momento.
Allí encarnó a Chema, un panadero jovial y cantarín, que se mostraba atento y dispuesto a colaborar en las inocentes fechorías del erizo gigante y terminó por ser el mejor amigo de éste y de Don Pimpón en la extensa andadura de estos inolvidables personajes que comenzaron en 1983 y finalizaron cuatro años más tarde. Sus apariciones en televisión posteriores se reducen a algún capítulo en las series Farmacia de Guardia y Los ladrones van a la oficina, y en la gala ¿Cómo están ustedes? de TVE.

## Cine
En cine, su primera aparición fue en una película protagonizada por Geraldine Chaplin, Los ojos vendados, de Carlos Saura.
Participó en filmes como Buscando a Perico (1982), dirigida por Antonio del Real, Matador (1986), dirigida por Pedro Almodóvar, y Donde está el corazón (1990), de John Boorman y protagonizada por Uma Thurman, entre otras interpretaciones.

## Teatro
En sus últimos años de vida, estuvo al frente de la Sala Tribueñe, una pequeña sala de teatro en Madrid que adquirió en 2003 junto a su compañía.
La última vez que pisó los escenarios fue en 2006 en la representación de El retablo de la avaricia, la lujuria y la muerte, de Valle-Inclán, en 2005 y 2006. Su último trabajo, inconcluso, fue la preparación de un montaje de Lorca y otro de Nabokov que deseaba estrenar en otoño de 2008.

## Defunción
Murió en la madrugada del 10 de abril de 2008 a los 51 años de edad a causa de cáncer de pulmón.